# Imperio omaní
El Imperio omaní (en árabe: الإمبراطورية العمانية‎) era un imperio marítimo que competía con Portugal y Gran Bretaña por el comercio y la influencia en el golfo Pérsico y  el océano Índico. En su apogeo en el siglo XIX, la influencia o el control omaní se extendió a través del estrecho de Ormuz hasta los actuales Irán y Pakistán, y tan al sur como cabo Delgado. Después de la muerte de Said bin Sultán en 1856, el imperio se dividió entre sus hijos en dos sultanatos, una sección africana (Sultanato de Zanzíbar) gobernada por Majid bin Said y una sección asiática (Sultanato de Mascate y Omán) gobernada por Thuwaini bin Said.

## Historia

### Potencia regional
Mascate, que se encuentra en un lugar estratégico en las rutas comerciales, estuvo bajo el control del Imperio portugués entre 1507 y 1650. Sin embargo, los portugueses no lograron controlar Omán en su totalidad. A mediados del siglo XVII, las tribus omaníes lograron acabar con la presencia portuguesa en Mascate.
En el año 1696, bajo el reinado de Saif bin Sultán, una flota omaní atacó Mombasa, asediando el Fuerte Jesús portugués, en el que se habían refugiado 2500 civiles. El asedio del fuerte terminó después de 33 meses cuando la guarnición moribunda de hambre se rindió a los omaníes. En los años siguientes, Saif bin Sultán continuó un proceso de expansión por la costa este de África. Para 1783, el Imperio omaní se había expandido hacia el este hasta Gwadar en el actual Pakistán. Los omaníes también continuaron atacando las bases portuguesas en el oeste de la India pero no lograron conquistar ninguna. En el norte, los omaníes se trasladaron al golfo Pérsico, tomando Baréin de los persas, manteniéndolo durante varios años. La expansión del poder y la influencia omaní hacia el sur incluyó el primer asentamiento a gran escala de Zanzíbar por parte de inmigrantes omaníes.

### Dinastía yarúbida

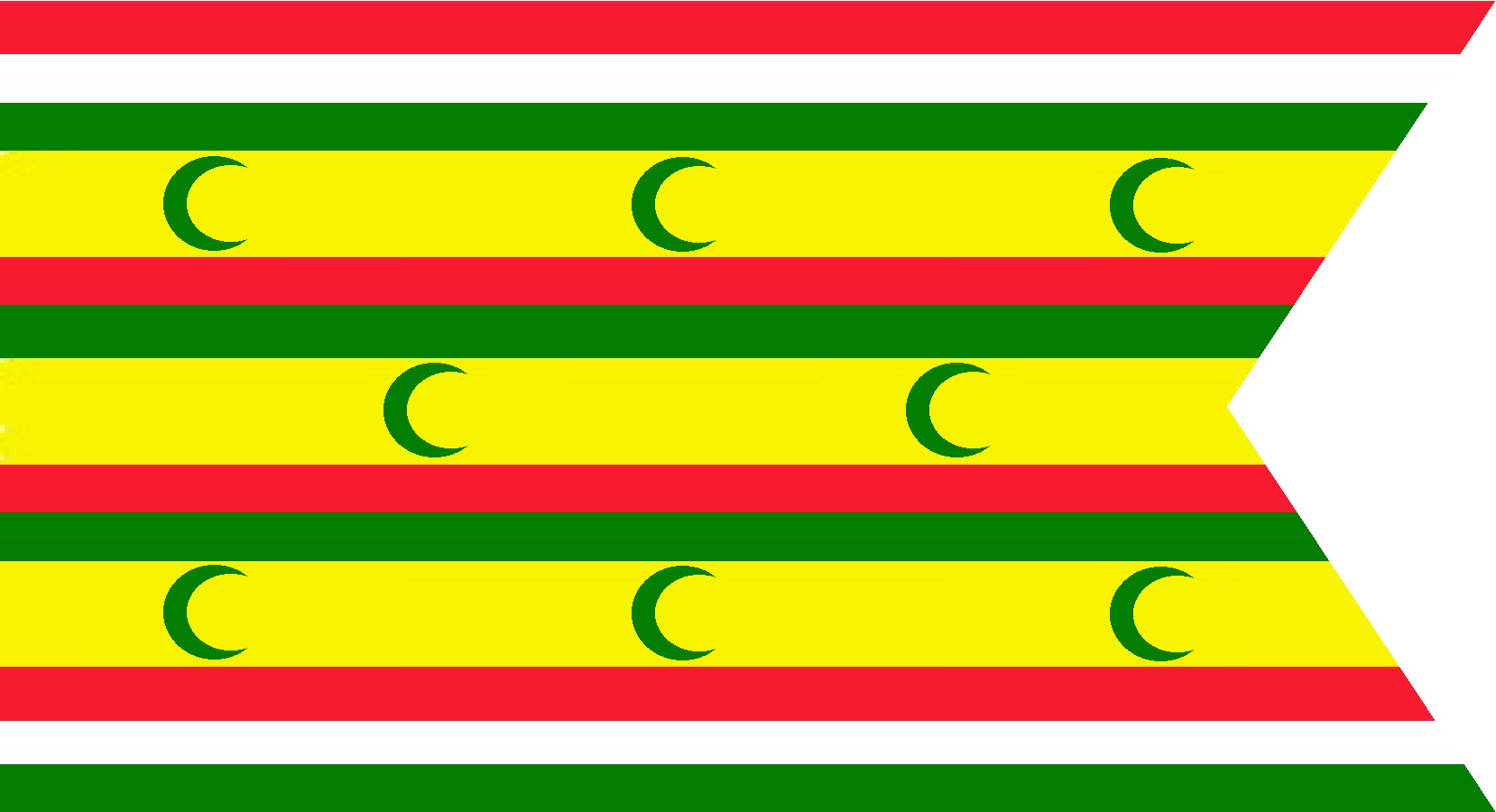
Enseña de los yarúbidas.

La agricultura en Omán había experimentado una mejora masiva bajo Saif bin Sultán. Es conocido por proporcionar agua a las tierras interiores de Omán, mientras animaba a los árabes omaníes a trasladarse desde el interior y asentarse a lo largo de la costa plantando palmeras datileras en la región costera de Al Batina. La ciudad en el interior de Omán, Al Hamra, tiene su sistema de riego mejorado por el gran aflaj recién construido, parece que la dinastía Yaruba apoyó una gran inversión en asentamientos y trabajos agrícolas como la construcción de terrazas a lo largo del Wadi Bani Awf. Saif bin Sultán construyó nuevas escuelas. Hizo del castillo de Rustaq su residencia, añadiendo la torre eólica Burj al Riah.
Saif bin Sultán murió el 4 de octubre de 1711. Fue enterrado en el castillo de Rustaq en una lujosa tumba, posteriormente destruida por un general wahabí. A su muerte tenía una gran riqueza, que se dice que incluye 28 barcos, 700 esclavos varones y un tercio de los árboles de dátiles de Omán. Le sucedió su hijo. Sultan bin Saif II (r. 1711-1718) estableció su capital en Al-Hazm en el camino de Rustaq a la costa. Ahora solo un pueblo, todavía quedan restos de una gran fortaleza que construyó alrededor de 1710, y que contiene su tumba.

### Alianza con Gran Bretaña
Sultán bin Ahmad asumió el control del gobierno después de la muerte de su sobrino y fortaleció la ya poderosa flota agregando numerosos cañoneros y elegantes buques de carga, también necesitaba un aliado fuerte que lo ayudara a recuperar el control de Mombasa del clan Mazrui, luchar contra el movimiento que se extiende desde lo que ahora es Arabia Saudita y para mantener a las tribus Qasimi de la ciudad persa de Lengeh fuera de Omán. Encontró este aliado capaz en Gran Bretaña, que a fines del siglo XVIII estaba en guerra con Francia y sabía que el emperador francés, Napoleón Bonaparte, estaba planeando marchar a través de Persia y capturar Mascate en su camino para invadir la India. En 1798 Gran Bretaña y Omán acordaron un tratado de comercio y navegación.
Sultán bin Ahmad se comprometió con los intereses británicos en India y sus territorios quedaron fuera del alcance de los franceses. Permitió que la Compañía Británica de las Indias Orientales estableciera la primera estación comercial en el Golfo Pérsico y se envió un cónsul británico a Mascate. Además de derrotar a Bonaparte, los británicos tenían otro motivo para el tratado con Omán: querían presionar al sultán para que acabara con la esclavitud, que había sido declarada ilegal en Inglaterra en 1772. En ese momento, el comercio de África a Omán todavía era boyante, y la posición de Zanzíbar como un importante centro comercial se reforzó aún más cuando el suministro de marfil de Mozambique a la India colapsó debido a los excesivos aranceles de exportación portugueses. Los comerciantes simplemente enviaban su marfil a través de Zanzíbar. Los buques de guerra omaníes estaban en constantes escaramuzas arriba y abajo del golfo, lo que mantenía preocupado a Sultán. Fue en el curso de una de sus salidas durante una incursión en el extranjero de un barco en el Golfo Pérsico en 1804 que Sayyid Sultán recibió un disparo en la cabeza por una bala perdida. Fue enterrado en Lengeh.

### Relaciones con los Estados Unidos
El 21 de septiembre de 1833 se firmó un histórico tratado de amistad y comercio con los Estados Unidos. Fue el segundo tratado comercial formulado por los Estados Unidos y un estado árabe (siendo Marruecos el primero en 1820). Estados Unidos y Omán se beneficiaron, ya que Estados Unidos, a diferencia de Gran Bretaña y Francia, no tenía ambiciones territoriales en el Medio Oriente y solo estaba interesado en el comercio. El 13 de abril de 1840, el barco Al-Sultanah atracó en Nueva York, convirtiéndose en el primer enviado árabe en visitar el Nuevo Mundo. Su tripulación de cincuenta y seis marineros árabes provocó una oleada de entusiasmo entre los trescientos mil residentes de esa próspera metrópolis. Al-Sultanah llevó marfil, alfombras persas, especias, café y dátiles, así como lujosos obsequios para el presidente Martin Van Buren. La visita de Al-Sultanah duró casi cuatro meses, tiempo en el que el emisario, Ahmad bin Na'aman Al Kaabi, el primer emisario árabe en visitar los Estados Unidos (cuyo retrato todavía se puede ver en la exhibición de Omán y Zanzíbar del Museo Peabody Essex en Massachusetts) y sus oficiales fueron entretenidos por dignatarios estatales y municipales. Recibieron resoluciones aprobadas por organismos oficiales, realizaron recorridos por la ciudad de Nueva York y vieron secciones que, unas décadas más tarde, se convertirían en colonias de inmigrantes de habla árabe. Entre los anfitriones de Bin Na'aman se encontraba el comodoro Cornelius Vanderbilt, en cuya casa se reunió con el gobernador William H. Seward y el vicepresidente Richard Mentor Johnson. La visita de Al Kaabi a América fue feliz, y cuando se preparó para partir, Estados Unidos reparó completamente a Al-Sultanah y le entregó regalos para su Sultán.

### Said bin Sultán de la dinastía al-Busaid
Said bin Sultán era hijo del sultán bin Ahmad, quien gobernó Omán desde 1792 hasta 1804. Sultán bin Ahmad murió en 1804 en una expedición a Basora. Nombró a Mohammed bin Nasir bin Mohammed al-Jabry como regente y tutor de sus dos hijos, Salim bin Sultán y Said bin Sultán. El hermano del sultán, Qais bin Ahmad, gobernante de Sohar, decidió intentar tomar el poder. A principios de 1805, Qais y su hermano Mohammed marcharon hacia el sur a lo largo de la costa hasta Matrah, que capturó fácilmente. Qais luego comenzó a sitiar Mascate. Mohammed bin Nasir intentó sobornar a Qais para que se fuera, pero no tuvo éxito.
Mohammed bin Nasir pidió ayuda a Badr bin Saif. Después de una serie de compromisos, Qais se vio obligado a retirarse a Sohar. Badr bin Saif se convirtió en el gobernante efectivo. Aliado con los wahabíes, Badr bin Saif se volvió cada vez más impopular. Para sacar a sus pupilos del camino, Badr bin Saif nombró a Salim bin Sultán gobernador de Al Maşna'ah, en la costa de Batinah, y a Said bin Sultán gobernador de Barka.
En 1806, Said bin Sultán atrajo a Badr bin Saif a Barka y lo asesinó cerca. Said fue proclamado gobernante de Omán. Hay diferentes relatos de lo que sucedió, pero parece claro que Said asestó el primer golpe y sus partidarios terminaron el trabajo. Said fue aclamado por el pueblo como libertador de los wahabíes, que abandonaron el país. Qais bin Ahmad inmediatamente dio su apoyo a Said. Nervioso por la reacción wahabí, Said culpó a Mohammed bin Nasir por el asesinato.